# Barnard (Kansas)
Barnard és una població dels Estats Units a l'estat de Kansas. Segons el cens del 2000 tenia 123 habitants.

## Demografia
Segons el cens del 2000, Barnard tenia 123 habitants, 62 habitatges, i 37 famílies. La densitat de població era de 215,9 habitants per km².
Dels 62 habitatges en un 19,4% hi vivien nens de menys de 18 anys, en un 54,8% hi vivien parelles casades, en un 4,8% dones solteres, i en un 40,3% no eren unitats familiars. En el 40,3% dels habitatges hi vivien persones soles el 16,1% de les quals corresponia a persones de 65 anys o més que vivien soles. El nombre mitjà de persones vivint en cada habitatge era d'1,98 i el nombre mitjà de persones que vivien en cada família era de 2,65.
Per edats la població es repartia de la següent manera: un 17,9% tenia menys de 18 anys, un 5,7% entre 18 i 24, un 18,7% entre 25 i 44, un 30,9% de 45 a 60 i un 26,8% 65 anys o més.
L'edat mediana era de 48 anys. Per cada 100 dones de 18 o més anys hi havia 110,4 homes.
La renda mediana per habitatge era de 26.667 $ i la renda mediana per família de 33.333 $. Els homes tenien una renda mediana de 22.500 $ mentre que les dones 17.917 $. La renda per capita de la població era de 18.329 $. Entorn del 22,2% de les famílies i el 14,7% de la població estaven per davall del llindar de pobresa.

## Poblacions més properes
El següent diagrama mostra les poblacions més properes.